# Turquia nos Jogos Olímpicos de Inverno de 2014
A Turquia participou dos Jogos Olímpicos de Inverno de 2014, realizados na cidade de Sóchi, na Rússia. Foi a décima sexta aparição do país em Olimpíadas de Inverno.

## Desempenho

### Esqui alpino
Feminino
| Atleta        | Evento         | Descida 1 | Descida 2 | Total   | Pos. |
| ------------- | -------------- | --------- | --------- | ------- | ---- |
| Tuğba Kocaağa | Slalom         | 1:06.22   | 1:02.74   | 2:08.96 | 41º  |
| Tuğba Kocaağa | Slalom gigante | 1:36.04   | 1:33.76   | 3:09.80 | 63º  |

Masculino
| Atleta      | Evento         | Descida 1 | Descida 2 | Total   | Pos. |
| ----------- | -------------- | --------- | --------- | ------- | ---- |
| Emre Şimşek | Slalom         | DNF       | DNF       | DNF     | DNF  |
| Emre Şimşek | Slalom gigante | 1:40.26   | 1:37.38   | 3:17.64 | 68º  |

### Esqui cross-country
Feminino
| Atleta           | Evento          | Qualificatória | Qualificatória | Quartas-de-final  | Quartas-de-final | Semifinal      | Semifinal   | Final       | Final       |
| Atleta           | Evento          | Tempo          | Pos.           | Tempo             | Pos.             | Tempo          | Pos.        | Tempo       | Pos.        |
| ---------------- | --------------- | -------------- | -------------- | ----------------- | ---------------- | -------------- | ----------- | ----------- | ----------- |
| Kelime Çetinkaya | 10 km clássico  |                |                |                   |                  |                |             | 32:58.0     | 56º         |
| Kelime Çetinkaya | 15 km skiathlon |                |                | Clássico: 22:54.9 | 61º              | Livre: 23:41.1 | 61º         | 47:17.7     | 61º         |
| Kelime Çetinkaya | Velocidade      | 3:05.00        | 67º            | Não avançou       | Não avançou      | Não avançou    | Não avançou | Não avançou | Não avançou |

Masculino
| Atleta            | Evento         | Qualificatória | Qualificatória | Quartas-de-final | Quartas-de-final | Semifinal   | Semifinal   | Final       | Final       |
| Atleta            | Evento         | Tempo          | Pos.           | Tempo            | Pos.             | Tempo       | Pos.        | Tempo       | Pos.        |
| ----------------- | -------------- | -------------- | -------------- | ---------------- | ---------------- | ----------- | ----------- | ----------- | ----------- |
| Sabahattin Oğlago | 15 km clássico |                |                |                  |                  |             |             | 45:16.0     | 71º         |
| Sabahattin Oğlago | Velocidade     | 4:02.03        | 75º            | Não avançou      | Não avançou      | Não avançou | Não avançou | Não avançou | Não avançou |

### Patinação artística
| Atleta                     | Evento        | Programa curto | Programa curto | Programa longo | Programa longo | Total       | Total       |
| Atleta                     | Evento        | Pontos         | Pos.           | Pontos         | Pos.           | Pontos      | Pos.        |
| -------------------------- | ------------- | -------------- | -------------- | -------------- | -------------- | ----------- | ----------- |
| Alisa Agafonova Alper Uçar | Dança no gelo | 49.84          | 22º            | Não avançou    | Não avançou    | Não avançou | Não avançou |

Legenda
| Recorde mundial      | Recorde mundial (World record)               |                       | Recorde africano                      | Recorde africano (African) |                                           | Q | Classificado por posição (Qualified) |
| Recorde olímpico     | Recorde olímpico (Olympic record)            | Recorde da América    | Recorde da América (Americas)         | q                          | Classificado por melhor tempo (Qualified) |   |                                      |
| Melhor marca do ano  | Melhor marca do ano (World leading)          | Recorde asiático      | Recorde asiático (Asian)              | DNS                        | Não largou (Did not start)                |   |                                      |
| Recorde nacional     | Recorde nacional (National record)           | Recorde europeu       | Recorde europeu (European)            | DNF                        | Não terminou (Did not finish)             |   |                                      |
| Recorde pessoal      | Recorde pessoal do atleta (Personal best)    | Recorde da Oceania    | Recorde da Oceania (Oceania)          | DSQ / DQ                   | Desclassificado (Disqualified)            |   |                                      |
| Recorde da temporada | Recorde da temporada do atleta (Season best) | Recorde sul-americano | Recorde sul-americano (South America) | NM                         | Sem marca (No mark)                       |   |                                      |